# Nathan Evans (Politiker)

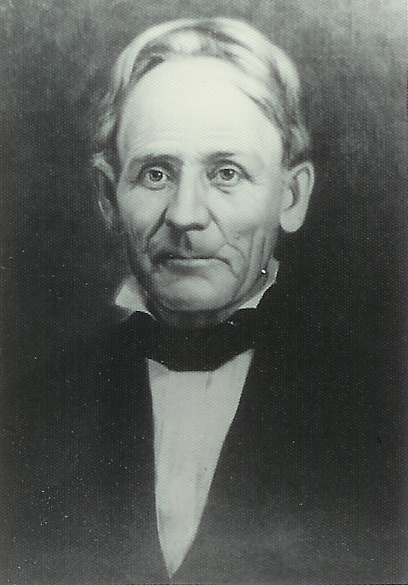
Nathan Evans

Nathan Evans (* 24. Juni 1804 im Belmont County, Ohio; † 27. September 1879 in Cambridge, Ohio) war ein US-amerikanischer Politiker. Zwischen 1847 und 1851 vertrat er den Bundesstaat Ohio im US-Repräsentantenhaus.

## Werdegang
Über die Jugend und Schulausbildung von Nathan Evans ist nichts überliefert. In den Jahren 1827 und 1828 war er als County Clerk bei der Bezirksverwaltung im Belmont County angestellt. Außerdem betätigte er sich als Lehrer. Nach einem Jurastudium und seiner 1831 erfolgten Zulassung als Rechtsanwalt begann er in Hillsboro in diesem Beruf zu arbeiten. Ein Jahr später verlegte er seinen Wohnsitz und seine Kanzlei nach Cambridge. Von 1842 bis 1846 war er Staatsanwalt im dortigen Guernsey County. Politisch schloss er sich der Whig Party an. Im Jahr 1841 amtierte er als Bürgermeister von Cambridge.
Bei den Kongresswahlen des Jahres 1846 wurde Evans im 14. Wahlbezirk von Ohio in das US-Repräsentantenhaus in Washington, D.C. gewählt, wo er am 4. März 1847 die Nachfolge von Alexander Harper antrat. Nach einer Wiederwahl konnte er bis zum 3. März 1851 zwei Legislaturperioden im Kongress absolvieren. Diese waren anfangs noch von den Ereignissen des Mexikanisch-Amerikanischen Krieges geprägt. Die Zeit nach dem Krieg war von den Diskussionen um die Frage der Sklaverei bestimmt. Im Jahr 1850 wurde der von US-Senator Henry Clay eingebrachte Kompromiss von 1850 verabschiedet.
Im selben Jahr verzichtete Nathan Evans auf eine weitere Kandidatur. Nach seiner Zeit im US-Repräsentantenhaus praktizierte er wieder als Anwalt in Cambridge. Zwischen 1855 und 1857 war er nochmals Bürgermeister dieser Stadt und von 1859 bis 1864 fungierte er als Berufungsrichter. Anschließend war er wieder als privater Rechtsanwalt tätig. Er starb am 27. September 1879 in Cambridge, wo er auch beigesetzt wurde.